# Месталья
«Места́лья» (вал. Estadi de Mestalla, исп. Estadio Mestalla) — футбольный стадион в испанской Валенсии. Является домашним стадионом клуба «Валенсия». Стадион имеет 4-ю, высшую категорию УЕФА. Вмещает 55 000 зрителей. «Места́лья» принимала матчи летней олимпиады 1992 года и чемпионата мира 1982 года.

## История
Стадион «Месталья» прошел 6 реконструкций. Своё название стадион получил от оросительного канала, который берёт своё начало в реке Турия и проходит по близлежащей долине. В 1923 году трибуны из-за экономии средств решили сделать из дерева, а на месте газона была обычная земля, но всё же в 1923 году в мае на стадионе «Месталья» состоялся самый первый матч «Валенсии». Во время гражданской войны стадион «Месталья» был полностью разрушен, а восстановили его за несколько месяцев. До сегодняшнего дня стадион «Месталья» прошёл много реконструкций и много доработок. Окончательную реконструкцию стадиона «Месталья» закончили ранней весной 2001 года, к матчу группового турнира Лиги чемпионов против «Манчестер Юнайтед». За игрой «Валенсия» — «Манчестер» наблюдали со стадиона 53 тысячи зрителей. За всю свою восьмидесятилетнюю историю стадион «Месталья» имел ещё одно имя — 23 августа 1969 года на открытом голосовании директоров клуба «Валенсии» было принято решение переименовать «Месталью» в «Луис Касанова». Название было дано в честь своего самого выдающегося президента. Но в ноябре 1994 году президент Луис Касанова потребовал, чтобы стадиону вернули прежнее имя, и стадион так и остался известным под названием «Месталья».
В 1992 году вместе с каталонским «Камп Ноу» и «Ромареда» в Сарагосе принимал турнир по футболу на Олимпийских играх (6 матчей группового этапа, четвертьфинал и полуфинал).